# District de Bienne
Pour les articles homonymes, voir Bienne (homonymie) et Biel/Bienne (homonymie).

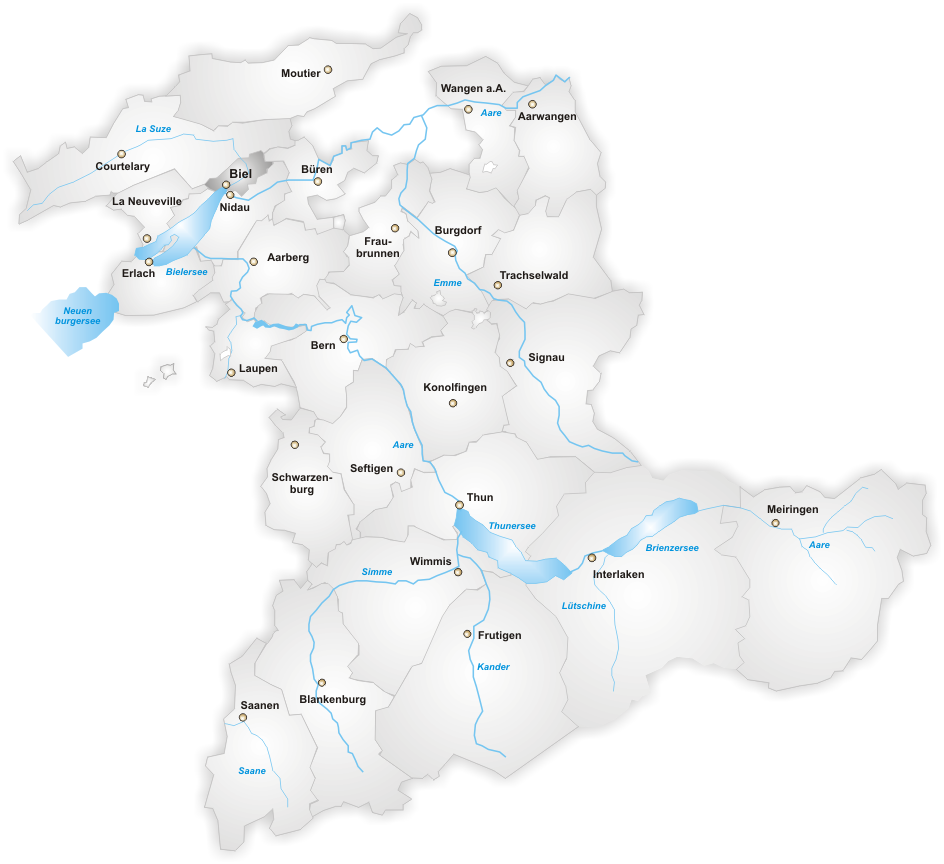
District de Biel/Bienne

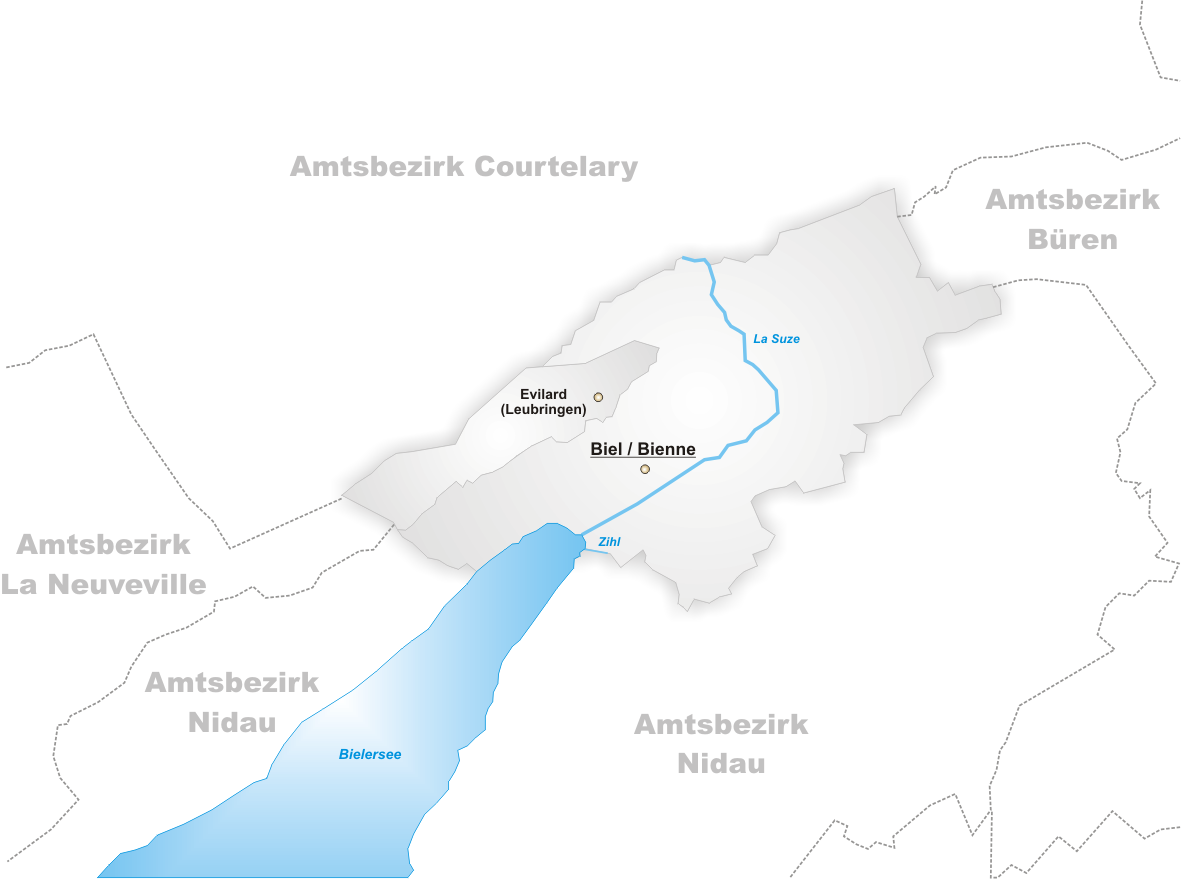
Communes du district de Biel/Bienne

Le district de Bienne est l’un des 26 districts du canton de Berne, en Suisse, et fait partie aujourd'hui de l'arrondissement administratif de Bienne. Situé dans le Seeland, son chef-lieu est la ville de Bienne. La superficie du district de Bienne est de 25 km² et comprend les communes de Biel/Bienne et Evilard-Macolin.
Le district avait au 31 décembre 2005 une population de 51.055 habitants, répartie entre environ 40 % de francophones et 60 % de germanophones[réf. nécessaire]. La minorité francophone dispose d'un organe politique consultatif, le Conseil des affaires francophones du district bilingue de Bienne.
Depuis le 01.01.2000, le district de Bienne est dirigé par le préfet Philippe Garbani. 
Avec l'entrée en force de la réforme de l'administration cantonale décentralisée le 01.01.2010, le district de Bienne coexiste avec l'arrondissement administratif de Biel/Bienne, avec siège à Nidau, incluant également une partie des districts de Nidau et de Büren, pour un total de 19 communes. Le nouveau préfet de l'arrondissement sera Werner Könitzer, ancien préfet de Nidau.
| Localités   | Habitants (fin 2005) | Superficie en km² |
| ----------- | -------------------- | ----------------- |
| Biel/Bienne | 48.735               | 21,60             |
| Evilard     | 2.320                | 3,70              |

## Liste des préfets du district de Bienne
- Christian Matti 1832 - 1835
- David Schwab David 1836 - 1846
- Alexander Schöni 1847 - 1849
- David Schwab 1850 – 1851
- Johann Schneider 1852 - 1853
- Friedrich Grüring 1854 - 1860
- Louis Mürset 1861
- Heinrich Boll 1862 - 1866
- Charles Kuhn 1867 - 1871
- Friedrich Bovet 1872 - 1874
- Christian Gräub 1875 - 1878
- Jakob Wyss 1879 - 1912
- Fritz Wysshaar 1913 – 1919
- Albert Stucki 1920

(poste vacant) 1921
- Artur Bertschinger 1922 - 1944

(poste vacant) 1945
- Emil Brändli 1946 - 1960
- Marcel Hirschi 1961 - 1986
- Yves Monnin 1986 - 1999
- Philippe Garbani 2000 - 2009